# Dobrovoljno pevačko društvo
Dobrovoljno pevačko društvo je bila srpska supergrupa sastavljena od bivših članova Idola Nebojše Krstića i Srđana Šapera, i frontmena Pilota Kikija Lesendrića. Izdali su samo jedan album, a onda se razišli.

## Osnivanje
Članovi VIS Idola, pevači Nebojša Krstić i Srđan Šaper su počeli 1994. godine da rade sa gitaristom Kikijem Lesendrićem i spremaju muziku za album. Album je snimljen u Budimpešti u studiju  tokom prve polovine 1995. godine. 
Pored njih trojice, na albumu su gostovali i Nenad Stefanović Japanac, na basu i gitari; Milan Đurđević, vođa Nevernih beba, na klavijaturama; Ištvan Alapi, na gitari i Zoltan Hetenji, na bubnjevima. Prateće vokale su pevale Aleksandra i Kristina Kovač. Aranžmane i produkciju je uradio Kiki Lesendrić.
Album je izdala kuća  pod imenom Nedelja na Duhove. Promotivni video urađen je za pesmu Čekaj me. 
Iako je album bio komercijalno uspešan, bend nije opstao. Tokom druge polovine 1996. godine, bend je najavio izlazak drugog studijskog albuma Oslobađanje, koji je trebalo da izađe u oktobru mesecu, ali su članovi grupe od ovoga odustali.
Nebojša Krstić je u jednom intervjuu 2005. godine dao izjavu da Šaper priprema novi materijal za album, ali zbog obaveza, nisu u mogućnosti da ga snime.

## Diskografija

### Albumi
- Nedelja na Duhove

## Literatura
- Јањатовић, Петар (2007). Ex YU rock енциклопедија 1960–2006 (2. допуњено изд.). Београд: аутор. ISBN 978-86-905317-1-4.  137175308.

## Spoljašnje veze
- Dobrovoljno pevačko društvo на веб-сајту